# Beirescht
Beirescht är en kulle i Luxemburg. Den ligger i kommunen Parc Hosingen, i den norra delen av landet, 46 kilometer norr om staden Luxemburg. Toppen på Beirescht är 516 meter över havet.